# Philip Tattaglia
Salvatore Philip Maria Tattaglia (1891-1955) es un personaje ficticio de la novela de Mario Puzo El padrino. En la adaptación cinematográfica de Francis Ford Coppola aparece en la primera entrega de la trilogía. Fue representado por el actor Victor Rendina.

## Biografía
Tattaglia era el jefe de una de las cinco familias de Nueva York, que lleva su nombre: Los Tattaglia. Aunque su actividad principal era la prostitución, fue el primero en apoyar a Virgil Sollozzo en el negocio de la heroína, y fue a la guerra contra la familia Corleone después de que se negó a prestar su protección política y policial para la empresa. Tattaglia golpea a la familia en primer lugar, tomando la vida del famoso Luca Brasi, pero sus nuevos ataques fracasaron. Tattaglia recibió un gran golpe cuando el prolongado y sangriento conflicto se cobró la vida de su hijo, Bruno, y cuando Vito Corleone recuperó el control de su familia, después que el hijo de Vito, Sonny Corleone es asesinado. Después los dos acuerdan negociar el fin de la lucha. Sin embargo, Tattaglia insistió en que Don Corleone garantizara en no romper la paz. Después de conceder sus demandas, Los Corleone se dieron cuenta de que los humildes "proxeneta" han sido un frente de un plan dirigido por otro don, Emilio Barzini, para destruir a los Corleone, dividir el botín entre las cinco familias, y apoderarse del lucrativo comercio de la heroína sin oposición .

## Asesinato
Su muerte varía en la película y el libro. En la versión cinematográfica, él estaba en cama con una prostituta cuando Rocco Lampone y otro asesino, actuando bajo las órdenes de Michael Corleone, los asesinaron a los dos con una ráfaga de ametralladora. En el libro, él está de pie sobre una cama con una joven, cuando en el momento Rocco Lampone dispara y pone cuatro balas en su estómago. En una secuela del libro escrito por Mark Winegardner, se da a entender que Tataglia intentaba eyacular en la cara de la prostituta, que lloraba y era menor de edad.
En el videojuego, el protagonista mata a Don Tattaglia del mismo modo que en la película, excepto porque Tattaglia atrapa la prostituta como rehén, entonces le da la posibilidad al jugador de asesinar al Don y a la prostituta.

### Desarrollos relacionados
- Nugan Hand Bank
- Banco Internacional de Crédito y Comercio
- Tráfico de drogas de la CIA
- Conexión francesa
- Guerras del Opio
- Producción de opio en Afganistán
- The Politics of Heroin in Southeast Asia. CIA complicity in the global drug trade
- Barry & 'the Boys' : The CIA, the Mob and America's Secret History

### Listas relacionadas
- Anexo:Bibliografía sobre la CIA